# Обрнути крст
Обрнути крст или крст Светог Петра чини једна дужа вертикална линија коју у њеној доњој половини пресеца краћа хоризонтална и заправо је окренути латински крст. Назив је добио по Светом Петру кога су хтели, као Христовог следбеника, да разапну на крст као и Исуса, али их је он замолио да га, као недостојног да заврши као и Христ, разапну наопако. Користе га махом католици. Поред њих овај облик користе и сатанистичке секте као један од својих главних симбола јер по њиховом схватању Сотона је у неку руку изокренути Исус, па су самим тим и његови симболи изврнути Исусови симболи. Често га замењују мачем окренутим нагоре који има исти облик и симболизује (тако окренут) смрт и бол.